# SOFICO
La  SOFICO, acronyme de Société de financement complémentaire des infrastructures, est un organisme public belge de la région wallonne. 
Elle fut créée en 1994 par le Gouvernement wallon avec pour mission d’accélérer la construction des chaînons manquants ou goulets d’étranglement situés sur les axes des réseaux autoroutiers et fluviaux wallons. 

## Réhabilitation et gestion du réseau structurant
C’est par décret que, le 10 décembre 2009, le Gouvernement wallon a confié la gestion du réseau routier structurant à la SOFICO. 
Désignée maître d’ouvrage, elle finance, réalise, entretient et exploite ainsi 1 200 km d’autoroutes et 600 km de routes régionales stratégiques 2X2 bandes, ce qui représente 52,3 % du trafic routier en Région wallonne. Des missions accomplies avec l’appui technique du Service public de Wallonie (SPW – DGO1).
Depuis mai 2010, la SOFICO a lancé une dynamique visant à réhabiliter le réseau structurant de Wallonie grâce au « Plan routes » : 500 millions d’€ HTVA sont investis dans 300 chantiers. 
Ce plan permettra d'atteindre plusieurs objectifs :
- Améliorer la qualité et le confort sur les routes et autoroutes ;
- Renforcer la sécurité ;
- Diminuer les problèmes de mobilité ;
- Accélérer la rénovation du réseau tout en contenant les coûts de réhabilitation et de maintenance ;
- Assurer l'emploi de 10 000 personnes durant plusieurs années.

Le « Plan routes » est une base de données comprenant les chantiers prioritaires répertoriés sur le réseau. Il a été élaboré selon une méthodologie inédite de hiérarchisation multicritères suivant un processus en 4 étapes:
1. Inventaire des chantiers à réaliser ;
2. Hiérarchisation de ces chantiers en fonction de plusieurs critères notamment la sécurité, la mobilité et l’impact environnemental ;
3. Planification des travaux ;
4. Suivi des chantiers.

Ce classement évolutif est donc actualisé régulièrement. Certains chantiers sont terminés, d'autres en cours de réalisation ou programmés dans les prochains mois ou prochaines années.
Les contrôles des chantiers sont renforcés et la garantie des travaux effectués a été allongée : de 3 à 5 ans pour un chantier de réfection, de 3 à 10 ans pour une rénovation en profondeur.

## Autres missions
Outre ces activités, et pour accroître l’autofinancement de ses activités, la SOFICO a hérité d’autres missions. Ainsi, elle gère les aspects domaniaux annexes : les 56 aires de repos de Wallonie, son réseau de télécommunications et de pylônes multi-opérateurs, ainsi que son parc de centrales hydroélectriques, éoliennes et photovoltaïques pour assurer le meilleur autofinancement de l’ensemble de ses projets. 
À travers ses missions, la SOFICO développe des solutions innovantes et novatrices en matière de grands travaux publics afin de favoriser la mobilité qui constitue l’un des défis du développement économique de la Wallonie. 

## Chantiers

### Réalisés
Sur les 6 grands chantiers initiaux, quatre ont été réalisés : 
- La liaison E25-E40 et le tunnel de Cointe - terminés en 2000 ;
- L’autoroute E429 (A8) - fini en 2000 ;
- Le canal du Centre avec l’ascenseur de Strepy-Thieu - terminé en 2002 ;
- La 4e écluse de Lanaye (travaux en cours) - terminé en 2017.

### En cours
deux autres chantiers sont en cours de réalisation : 
- La nouvelle écluse d’Ivoz-Ramet (travaux en cours) ;
- Le dédoublement de la N5 (E420).

### En attente
Plusieurs autres chantiers sont en attente, parmi eux :
- L'achèvement de l'autoroute A28 dans le sud de la province de Luxembourg, commencée dans les années 1970 et dont les huit derniers kilomètres restent à construire jusqu'à l'autoroute A4 et à intégrer dans le projet européen de désengorgement routier du Luxembourg et de la Grande Région[1].

## Budget
D'après Philippe Henry, qui succède à Carlo Di Antonio en tant que ministre du Climat, des Infrastructures, de l'Énergie et de la Mobilité en Wallonie, ce dernier aurait, pour des motifs électoralistes, lancé plus de chantiers que la Sofico ne pouvait en supporter financièrement, créant un trou de 140 millions dans les finances,. La Sofico obéit pourtant à une charte de gouvernance et est surveillée par un comité d’audit attentif notamment aux finances et des commissaires du gouvernement.